# Niederschaeffolsheim
Niederschaeffolsheim település Franciaországban, Bas-Rhin megyében. Lakosainak száma 1331 fő (2022. január 1.). Niederschaeffolsheim Kriegsheim, Batzendorf, Haguenau, Rottelsheim és Weitbruch községekkel határos.

## Népesség
A település népességének változása:
| Lakosok száma | 1372 | 1375 | 1388 | 1374 | 1382 | 1380 | 1365 | 1348 | 1331 |
|               | 2013 | 2015 | 2016 | 2017 | 2018 | 2019 | 2020 | 2021 | 2022 |